# Скифани, Ренато
Ренато Мария Джузеппе Скифани (итал. Renato Maria Giuseppe Schifani; род. 11 мая 1950, Палермо) — итальянский политик.

## Биография
Родился 11 мая 1950 года в Палермо, начинал политическую карьеру в рядах Христианско-демократической партии, впоследствии стал одним из виднейших представителей партии «Вперёд, Италия!». С 1996 года является сенатором.
29 апреля 2008 года избран председателем Сената в первом туре, получив 178 голосов, хотя на тот момент фракция Народа свободы насчитывала 174 мандата.
16 марта 2013 года во втором туре новых выборов председателя Сената уступил бывшему национальному прокурору по борьбе с мафией Пьетро Грассо, которого поддержала Демократическая партия (победитель получил 137 голосов, Скифани — 117, 52 бюллетеня оказались не заполнены, 7 — недействительны).
При роспуске «Народа свободы» в 2013 году присоединился к сторонникам Анджелино Альфано, которые не поддержали действия Сильвио Берлускони по развалу правительства Энрико Летты, и вошёл в новую партию «Новый правый центр». В июле 2016 года вследствие разногласий с Альфано из-за слишком «центристского» курса партии в правительстве Ренци отказался от должности лидера фракции и отстранился от работы в партийных структурах.
4 августа 2016 года перешёл в оппозицию — в обновлённую партию Берлускони «Вперёд, Италия».
25 сентября 2022 года победил на прямых выборах губернатора Сицилии с результатом 42 % (сильнейшим среди пяти его соперников оказался лидер блока «Подлинная Сицилия» Катено Де Лука, которого поддержали 23,9 %).
13 октября 2022 года полномочия Скифани были официально признаны — после проверок ему засчитаны 894 306 голосов (в 48 избирательных участках производились пересчёты бюллетеней).